# Annabel Vernon
Annabel Morwenna Vernon (Truro, 1 de septiembre de 1982) es una deportista británica que compitió en remo.
Participó en dos Juegos Olímpicos de Verano, obteniendo una medalla de plata en Pekín 2008, en la prueba de cuatro scull, y el quinto lugar en Londres 2012, en el ocho con timonel.
Ganó tres medallas en el Campeonato Mundial de Remo entre los años 2007 y 2010.

## Palmarés internacional
| Juegos Olímpicos   | Juegos Olímpicos          | Juegos Olímpicos | Juegos Olímpicos |
| Año                | Lugar                     | Medalla          | Prueba           |
| ------------------ | ------------------------- | ---------------- | ---------------- |
| 2008               | Pekín (China)             | Medalla de plata | Cuatro scull     |
| Campeonato Mundial |                           |                  |                  |
| Año                | Lugar                     | Medalla          | Prueba           |
| 2007               | Múnich (Alemania)         | Medalla de oro   | Cuatro scull     |
| 2009               | Poznań (Polonia)          | Medalla de plata | Doble scull      |
| 2010               | Cambridge (Nueva Zelanda) | Medalla de oro   | Cuatro scull     |